# Kurt Albrecht (Artilharia)
Kurt Albrecht (26 de Dezembro de 1895 - 23 de Julho de 1966) foi um oficial alemão que serviu na Heer durante a Segunda Guerra Mundial. Foi condecorado com a Cruz de Cavaleiro da Cruz de Ferro.